# Zero WOMAN
『Zero WOMAN』（ゼロウーマン）は、篠原とおるの漫画『0課の女』を原作とした日本映画とオリジナルビデオ諸作品。

## 概要
警察が表立ってできない超法規的な捜査を行う裏の警察ともいうべき「警視庁0課」に所属する女刑事レイの活躍を描くエロティック・アクション作品。各作品は題名こそ共通するが、ヒロイン役をはじめキャストの大半は一定せず、0課の女刑事レイの物語という以外は、ストーリーも各々独立している。ヒロインや女性キャストのヌードシーンをセールスポイントとしている。なお、『0課の女』の映像化作品としては、1974年の映画『0課の女 赤い手錠』がある。

## 映画
1995年に「Zero WOMAN 警視庁0課の女」、2007年に「Zero WOMAN R 警視庁0課の女／欲望の代償」の2作品が公開された。

### Zero WOMAN 警視庁0課の女
『Zero WOMAN 警視庁0課の女』(ぜろうーまんけいしちょうぜろかのおんな)の題名で1995年1月に公開された日本映画。ジャンルはエロティック・アクション。監督は、榎戸耕史。1995年、ワニブックス=ギャガ・コミュニケーションズ=ビジョン・スギモト製作、ギャガ・コミュニケーションズ配給。主人公レイを演じる飯島直子のヌードシーンが話題となった。

#### ストーリー
警視庁の事務職として働くレイは上司・武藤正洋の指示を極秘に受けて、悪者を闇に葬る非公式の警視庁0課に所属する女刑事。ある時レイは、一般の同僚刑事・小田雅作とドライブで夜道を走っていた所、若者を車でひき逃げ殺人を犯して逃げる女を目撃する。翌日小田は、上司たちがただの事故死として処理したことに何らかの圧力がかかっているとレイに告げると独自に犯人の女の手がかりを調べ始める。しかし後日小田が自殺したことに違和感を感じたレイは、彼の意思を引き継ぎひき逃げ事件を追うが何者かに命を狙われ始める。

#### キャスト
レイ
演 - 飯島直子
警視庁0課の女刑事。表向きは武藤の秘書のような存在で統計を取ったり資料制作の仕事をしている。裏では武藤から暗殺の仕事を任されているが、家族や過去などこれまでの私生活は謎に包まれている。短銃の扱いに長けているが、整理整頓が苦手で職場の清掃員から「机の上を全然片付けない」と愚痴をこぼされたり、自宅では物が雑然と置かれている。自宅では、セキセイインコらしき黄色い小鳥を飼っている。
武藤正洋
演 - 西岡徳馬
0課課長でレイの上司。表向きは警視庁の窓際族として個室で仕事をしている。レイに0課の刑事としての任務が果たせるよう、彼女に殺しのテクニックを教えた人物。裏では0課の刑事として警察の秩序を守ることを重んじ、大きな犯罪を犯した刑事や警察の不祥事を公にしない状態でもみ消すためにレイに彼らを処刑するよう命じる。
小笠原由美
演 - 鈴木美穂
オーナーとして児童養護施設を運営しており世間では、“ボランティア界のヒロイン”として有名。父子家庭に育ち、上品で思いやりのある令嬢。レイが殺人犯の男を射殺し、身寄りの無くなった子供を由美の施設に預けに来る。
小笠原純蔵
演 - 浜田晃
由美の父。小笠原グループ会長。経済界の重鎮としてテレビのコメンテーターを務めるなど世間でも知られている。普段は威厳を持ちながらも知的で落ち着いた言動をしている。娘の施設で催しがある時に見に行くなどしている。
小田雅作
演 - 岡本秀寿
警視庁1課に所属する若手刑事。レイとは同僚として親しくしており、彼女から「小田さん」と呼ばれている。正義感はあるが少々手が荒い性格。貴子からは、「仕事では力みすぎで、恋愛に関しては鈍感」と評されている。ひき逃げ事件の犯人について調査を始めるが、捜査に非協力的なレイと小競り合いを起こす。
福岡貴子
演 - 春木みさよ
小田に片思い中の女性。以前不良だった頃に逮捕(もしくは補導)された時に偶然小田と出会ったことで改心した。現在は運送会社で働いている。
けんいち
演 -
就職活動中の大学生らしき人物で由美の保育園でバイトしている。
神崎竜
演 - 高杉亘
殺し屋。ひき逃げ事件を嗅ぎ回る小田やレイの命を狙い始める。
今中編集長
演 - 寺田農（友情出演）
経済誌を扱う部所の編集長。以前小笠原親子を取材したことがあり、ひき逃げ殺人の犯人を調べる小田に取材資料を渡す。
マスター
演 - 大仁田厚（友情出演）
バーを一人で切り盛りしている。店にはレイや武藤が常連で通っている。実は元0課の刑事。
李
演 - ポール牧（特別出演）
中国系マフィア「スネークテイル」の一味。冒頭で長田と一緒にいた所をレイに銃で撃たれる。
長田哲也
演 - 並樹史朗
新宿署捜査四課警部補。表向き“たった一人で中国系マフィア「スネークテイル」と戦った勇敢な刑事”とされるが、実は裏でスネークテイルの飼い犬として旨味を吸ってきた。
連続強盗殺人犯
演 - 諏訪太朗
護送中のすきを見て逃げ出した逃走犯。自宅アパートに戻り小学生の娘と会っていた所をレイに見つかり、とっさに娘を人質に取ったため彼女に射殺される。
純蔵の秘書
演 - 大鷹明良
普段は純蔵に付き添いその日のスケジュールを告げるなどしている。
平健一
演 - 日野利彦
背の低い男Sっ気のある性格で、女性を監禁して身動きが取れない状態にし道具を使っていじめる。
その他
演 - 北川たか子、沢木麻美、吉尾亜希子　ほか

#### スタッフ
- 監督 - 榎戸耕史
- 脚本 - 橋場千晶、榎戸耕史
- 原作 - 篠原とおる「0課の女」（リイド社刊）
- 音楽 - 梅林茂
- 撮影 - 栢野直樹
- 照明 - 長田達也
- 録音 - 堀内戦治
- 美術 - 種田陽平
- 編集 - 飯塚勝
- 助監督 - 猪腰弘之
- 製作担当：高橋伸行
- 音響効果：東洋音響（帆苅幸雄）
- 技斗：國井正廣、岡本隆史
- ガンアドバイザー：小峯隆生
- 操演：テイクワン
- 特殊メイク：松井祐一
- カースタント：スーパードライバーズ
- MA：アオイスタジオ
- 現像：東映化学
- 製作者：横内正昭、山地浩、椙本英雄
- プロデューサー：山崎伸介、千葉善紀、沢藤保
- 衣装 - 樋口泉
- スクリプター - 今井文子
- スチール - 畠山壽人、佐粧俊之

### Zero WOMAN R 警視庁0課の女／欲望の代償
『Zero WOMAN R 警視庁0課の女／欲望の代償』の題名で、2007年5月に公開された。2007年、竹書房=新東宝映画製作。R-18指定。

#### キャスト
- レイ：三浦敦子
- ユキ：範田紗々
- 早見：三浦誠己
- 木村圭作
- 木庭博光
- 森羅万象
- 町田政則
- 針生楊志夫
- 葉月螢
- 粟島瑞丸
- 山崎栄
- 森了蔵
- 吉沢季代
- 工藤俊作
- 菅田俊

#### スタッフ
- 監督：藤原健一
- プロデューサー：寺西正己
- 企画：加藤威史（竹書房）、衣川仲人（新東宝映画）
- 脚本：田中貴大、藤原健一
- 撮影：中尾正人
- 照明：安部力
- 編集：酒井正次
- 音楽：VANA
- 殺陣指導：吉沢季代
- バイクスタント：佐野新世
- ガンエフェクト：近藤佳典
- 現像：東映ラボ・テック
- 制作協力：フィルムワークス、ムービーキング

## オリジナルビデオ
1995年よりマクザムから映画『Zero WOMAN 警視庁0課の女』の続編として6作が、2004年に竹書房から「新Zero WOMAN」と題した1作が発売された。

### Zero WOMAN II 警視庁0課の女
映画『Zero WOMAN 警視庁0課の女』に続くZero WOMANシリーズ第2弾。1995年9月5日発売、マクザム。小沢なつき主演。

### キャスト
- レイ：小沢なつき
- 0課課長：西岡徳馬

ほか、菊池孝典、岩間さおり、ケイン・コスギ、団時朗、宮内知美、軌保博光、豊嶋稔、釼持誠、戸田信太郎、ユキオ・ヤマト

#### スタッフ
- 監督：後藤大輔
- 製作：山崎伸介（ギャガ・コミュニケーションズ）、椙本英雄（ビジョンスギモト）
- 企画：横内正昭（ワニブックス）
- プロデューサー：山崎伸介、千葉善紀
- 脚本：橋場千晶、後藤大輔
- 音楽：村山竜二
- ED：小沢なつき「Night Line」
- 撮影：志賀葉一（J.S.C）
- 技斗：東山茂幸
- ガンエフェクト：松川充雄
- カースタント：TA・KA

### Zero WOMAN III 警視庁0課の女
『Zero WOMAN III 警視庁0課の女』(ぜろうーまんすりーけいしちょうぜろかのおんな)は、1996年3月に制作された日本のオリジナルビデオ映画。Zero WOMANシリーズ第3弾。ジャンルはエロティック・アクション。監督は、桑原昌英。主演は、武田久美子。

#### ストーリー
警視庁0課の女刑事レイは課長から、市長の弱みを握って市を牛耳ろうとする大道寺会長以下5人の暗殺を命じられる。レイはまず大道寺の手下の一人を襲撃するが、以前から生じていた心の迷いによりとどめを刺さず、代わりに息の根を止めた課長から注意を受ける。一方0課が動き出したことを知った大徳寺は部下経由で殺し屋・かつむらを雇い、レイを始末するよう命じる。バーに訪れたかつむらはレイを見つけるが、辛い過去を思い出して涙する彼女に引きつけられ、お互い殺し屋であることを明かした後武器を捨てて2人は体を求め合う。後日大道寺たちの暗殺に向かうレイだったが、その場にいたかつむらも彼女もお互いに相手を殺すことに躊躇してしまう。

#### キャスト
レイ
演 - 武田久美子
警視庁0課の女刑事。暗殺が仕事だが現在は心に迷いが生じてスランプ状態。ダーツが得意。自身が中学生の頃に、警官だった父が母の不倫を知って相手の男と共に射殺し家庭崩壊したという暗い過去がある。かつむらとは殺し屋だが似た者同士として、時にかばい合い時に命を奪い合うようになる。父親が警官だったためか中学生の頃に0課課長に出会ったのかは不明だが、14歳の頃から銃に触れてきた。
0課課長
演 - 西岡徳馬
レイの上司。レイに殺人マシンとしての心構えと共に、犯罪の根を断ち切ることの重要性を教える。最近暗殺の仕事に迷いが生じるようになったレイに「0課を辞めるつもりなら今回の任務を終えてからにしろ」と告げる。
かつむら
演 - 松田圭司
大道寺の秘書に雇われた殺し屋。レイと同じくらいダーツが得意で、また酒好きでウィスキーらしき洋酒を日常的に携帯し時々飲んでいる。以前から睡眠中に何やら悪い夢にうなされる状態が続いている。その後レイとは愛情とも敵ともつかない微妙な関係の中揺れ動く。
大道寺会長
演 - チャーリー湯谷
財界人の大物で、0課課長によると「今回の仕事をミスすれば0課自体が吹っ飛ぶほどの存在」とされる。普段は強気な態度で部下たちに命令しているが実はドM体質。プライベートでは、さえこにムチで体を打たせるのが好き。
さえこ
大道寺の秘書で彼の女。大道寺に気に入られており、彼の部下やかつむらにも強気な態度で指示するなどしている。なかなかレイを始末できないかつむらに業を煮やし、早く任務を完遂するよう脅す。趣味はジム通いで筋肉を鍛えている。
きとう
演 - 山口仁
大道寺の会社の幹部の1人。腕っぷしが強いことを買われて大道寺の裏の側近として護衛などにあたる。大道寺には腰が低いが基本的に気性が荒く暴力的で、その後ともみを拉致して監禁し竹刀で痛めつける。
ともみ
かつむらの恋人。かつむらの仕事のことなどは何も聞かされておらず、これまでに何度も彼に振り回されてきたが愛し続けている。かつむらから頼まれて、怪我をしたレイを一晩自身の部屋で預かる。その後大道寺の部下たちに人質となり争いに巻き込まれる。
くろぬま
演 - 団時朗（友情出演）
大道寺からの指示で「市長の収賄に関する全ての資料を手に入れた」と彼の秘書に電話で告げるが、直後にレイに射殺され、資料も取り返されてしまう。
その他
演 - 神乃毬絵、西奈真理、谷川みゆき

#### スタッフ
- 監督 - 桑原昌英
- 製作 - 横内正昭、椙本英雄
- 原作 - 篠原とおる「0課の女」(リイド社刊)
- 脚本 - 井上誠吾、桑原昌英
- 撮影 - 小松原茂
- 音楽 - 村山竜二
- 技斗 - 森岡隆見
- 助監督 - 安養寺工
- プロデューサー - 山﨑伸介、北條知子
- 照明 - 須永裕之
- 録音 - 深田晄
- 美術 - 山田好男
- 編集 - 小北幸弘
- スクリプター - 森直子
- 製作会社 - マクザム、ビジョンスギモト
- 配給 - マクザム

### Zero WOMAN 名前のない女
『Zero WOMAN 名前のない女』(ぜろうーまんなまえのないおんな)は、1996年4月に制作された日本のオリジナルビデオ映画。ジャンルはエロティック・アクション。監督は、後藤大輔。主演は、立原麻衣。後にブレイクするゆずの北川悠仁が無名時代に出演した作品として、後に話題になった。

#### ストーリー
警視庁0課の女刑事は、課長から指示を受けて悪徳弁護士の暗殺などの極秘任務を行っていたが、酒や男で孤独感を紛らせる日々を送っていた。ある日、不良たちに怪我を負わされ倒れていた若者・ミツルを助けたレイは、自宅に連れ帰ると彼をしばらくの間部屋に住まわせることに。後日スパイ行為を行う外務省職員の証拠を見つけるよう指示されたレイは、彼の愛人・斎藤里恵子に偶然を装って知り合い親しくなる。そんな中数ヶ月前から巷で男を狙った連続殺人事件が起こり、ある日レイはその犯人と疑いをかけられ一般の刑事による取調べを受けてしまう。その後課長の計らいで取調べから解放されるレイだったが、「自分の潔白を証明するかお前が犯人なら自分で始末をつけろ」と言われ、渡された銃を手にすると…。

#### キャスト
レイ
演 - 立原麻衣
0課の女刑事。里恵子の前では、“六本木で水商売をする女”の肩書で接し始める。0課の女刑事として殺しの任務を請け負うこともあるが、本人は「私は殺し屋ではない」と認識している。父親は警察官。考え事をする時に爪を噛むのが癖。酒好きだが仕事のストレスからか飲みすぎて泥酔してしまうこともしばしば。人肌寂しさもあって、異性に対して自ら大胆に体を求めることがある。
0課課長
演 - 山下真司
レイの上司。レイによると彼女以外にもこれまで0課の女刑事として何人かを育ててきたが、過酷な任務に反発して辞めてきた女性もいるとのこと。右足が不自由で杖をついて歩いているが、時にこの杖は武器にもなる。趣味は飯島耕一の詩集を読むこと。
ミツル
演 - 北川悠仁
ある日レイが出会った若者。レイの部屋に住まわせてもらうことになり、彼女にとって“かわいい飼い犬”のような存在となる。青色が好きで、人の髪の毛を触ったり切ることも好きで自己流だが散髪が上手い。レイと過ごすうちにいつしか彼女とお互いの存在を慰め合うように愛するようになる。
門脇清二
演 - 新藤栄作
外務省北米局第一課の職員。職務中に知り得た日本や外国の機密情報を裏で他国に売るなどのスパイ行為をしている。妻帯者だが里恵子と付き合い、時々彼女の自宅に訪れる。
斎藤里恵子
演 - 井上彩名
門脇の愛人。銀座で水商売をしている。門脇が隠し持つ情報のありかを探るレイが、手がかりを得るため恵理子に接触を図る。地方出身者で身近に腹を割って話せる友達がおらず、愛人という立場上門脇とも頻繁に会えないためレイと似たような寂しさを感じている。
たどころ
演 - 渡辺哲
元検事の弁護士。以前から仕事関係の弁護士たちのスキャンダルなどをネタに裁判を有利に進められるよう裏取引をしている。冒頭でレイに拳銃自殺に見せかけて、自身が顧問弁護士をする会社のトイレの個室で殺される。
バーテンダー
演 - 九十九一（友情出演）
レイが常連で通うバーで働く。バーでレイが初めてミツルと会い、その後彼女から彼が来店しているかどうか尋ねられる。深酒をして閉店時になっても帰ろうとしないレイに世話を焼いている。
バーの客
演 - 山崎大輔
レイが通うバーに時々訪れる。50代前半ぐらいの中学校教師。バイセクシャルで豊胸手術などを受けた女性や細身の男が好み。レイとは、よく見かけるバーの客同士として顔馴染みとなり、後日彼女に自身の性癖について打ち明ける。
所轄の刑事
演 - 大城英司
一般の刑事。作中の街で男ばかりを狙った連続殺人事件が起きており、ある時レイを容疑者として取り調べる。その後自身が新人警官だった頃の同期の婦警と見に行った映画館での思い出話をレイに語る。
電話の声
演 - 三谷悦代（声のみの出演）
冒頭でレイが住んでいるアパートの大家らしき人。ゴミ出しのことでレイに苦情を入れるが、その時彼女から突然引っ越しを告げられたため小言を言う。
その他
演 - 児島玲子、国枝量平

#### スタッフ
- 監督 - 後藤大輔
- 脚本 - 本調有香
- 企画・製作 - 横内正昭、椙本英雄
- プロデューサー - 山﨑伸介、北條知子
- 原作 - 篠原とおる「0課の女」(リイド社刊)
- 音楽 - 中川孝（ジャングル）
- 撮影 - 志賀葉一
- 照明 - 白石宏明
- 録音 - 中山隆匡
- VE - 田代浩由紀
- 美術 - 佐々木敬
- 編集 - 小北幸弘
- スクリプター - 皆川悦子
- 助監督 - 永田智春
- 製作担当 - 甲斐路直
- ガンエフェクト - ブロンコ（ビル横山）、斉藤四郎

#### 劇中歌
主題歌
- 「Be my lady」

唄：神馬真夏
オープ=ニングとエンディング及びレイが里恵子の自宅で過ごすシーンなどの挿入歌としても作中で数回流れている。

### Zero WOMAN 消せない記憶
『Zero WOMAN 消せない記憶』(ぜろうーまんけせないきおく)は、1997年12月に制作された日本のオリジナルビデオ映画。ジャンルはエロティック・アクション。監督は、吉村典久。主演は、大野幹代。

#### ストーリー
警視庁0課の女刑事・レイは悪者を極秘に処刑する日々を送っていたが、子供の頃のある事件をきっかけに疎遠になった親友のことが忘れられずにいた。ある日気分転換にエステ店に行ったレイは、施術する女(以下エステの女)に過去の親友と似たような特徴を見つけるが、躊躇して確かめられない。そんな中レストランで食事をしたレイはウェイターの青年・しいなと知り合い、徐々に異性として親しくなっていく。ある夜自分の存在について思いを巡らせたレイは、課長に普通の女としての人生を送りたいと刑事を辞めることを伝えその場を去っていく。後日青年と初めての夜を迎えるにあたりレイは、親しくなったエステの女から媚薬をもらうが、実は彼女も殺し屋という裏の顔を持つ女だった。

#### キャスト
レイ
演 - 大野幹代
0課の女刑事。小学生の頃に親友がある事件に遭い、それをきっかけに彼女と疎遠になったことが今でも心に引っかかっている。しいなには「仕事は看護師」ということにしている。しいなから一目惚れされて親しくなり、彼が働くレストランで短期のバイトを頼まれたり、デートに出かけるようになる。趣味はビー玉集めと、自宅で過ごす時に芳香用の線香を炊くこと。また、水泳が得意で無呼吸で長く泳げる。
0課課長
演 - 隆大介
レイの上司。冒頭でとある日本の貿易会社との契約のため来日したドイツ人を処刑するようレイに指示する。他人から指図を受けるのが嫌いな性格で自分の思い通りにならないと気がすまず、レイに対して精神的な束縛が強い。後日しいなが働くレストランに訪れ、表向き“レイの叔父”として振る舞う。
しいな
演 - 渡辺航
レストランのウェイター兼見習いコック。将来は自分の店を持つことが夢。ある日客として店に訪れたレイを異性として気に入り、親しく接し始める。いつも愛想が良く笑顔でいることが多い。誰かから聞いた「どんな人間でも死ぬ時は優しい顔になる」という話を信じている。
エステの女
演 - 田中玲那
エステサロン「ボヌール」のエステティシャンとして働いている。ある日客として訪れたレイと顔見知りとなる。レイに、「エステで体をキレイにすると心も安定するが、女性にとって一番のエステは好きな人に抱かれること」との持論を伝える。左腕の内側に古傷がある。自宅でカメを飼っている。
殺し屋
演 - 長沢一樹
ドイツ人の会社に雇われた日本人の殺し屋。社長が殺された後、会社の女性幹部にレイを始末するよう命じられて彼女の命を狙う。前半でレイに左足を撃たれて足を引きずって歩くようになる。ある日遊園地にレイと出かけたしいなの前に現れ、彼女の知人で医療関係者のフリをする。
レストランの経営者
演 - 藤原喜明
しいなの雇い主。店内でしいなに作業を指示したり、店の外の植物の水やりなどをしている。常連客となったレイとは、顔見知りとなる。
ボディガード
演 - アレクサンダー大塚、池田大輔、石川雄規、臼田勝美、田中純二、田中稔
ドイツ人社長の日常の警護を担当。全員屈強な体格の男たちばかりで冒頭では拳銃を使うなどしてレイと戦う。ちなみに役を演じた上記出演者は、当時『格闘探偵団バトラーツ』に所属していたプロレスラーたち。

#### スタッフ
- 監督 - 吉村典久
- 製作 - 横内正昭、椙本英雄、菊池笛人
- プロデューサー - 山﨑伸介、北條知子、榎本靖
- 脚本 - 吉村典久、山永明子、太田隆文
- 原作 - 篠原とおる「0課の女」(リイド社刊)
- 音楽 - 中川孝西村卓也
- 製作担当 - 山中富雄
- ガン・エフェクト - ブロンコ（ビル横山）、斉藤四郎
- スタント・アクション：AAC STUNTS（阿部光男、梛野素子、大橋明）
- 撮影 - 高瀬比呂志
- 照明 - 安部力
- 録音 - 中山隆匡
- VE - 佐藤喜彦
- 美術 - 長田征司
- 編集 - ビジョンスギモト
- スクリプター - 増田実子
- 助監督 - 永田智春

### Zero WOMAN 危ない遊戯
『Zero WOMAN 危ない遊戯』(ぜろうーまんあぶないげーむ)は、1998年5月に制作された日本のオリジナルビデオ映画。ジャンルはエロティック・アクション。監督は、高原秀和。主演は、白鳥智恵子。

#### ストーリー
警視庁はここ数年、巷で起きている身元不明の殺人事件や失踪事件に、“かねだ”という男がトップを務める組織が絡んでいるとの情報をつかむ。かねだの情婦から彼の組織は裏で臓器密売をしているとの証言を得た0課は、その裏付けが取れるまで女刑事・レイに彼女の警護を命じる。レイは情婦を自室で匿うことになり、横柄な言動をする彼女との同居生活に手を焼かされながらも次第に打ち解けていく。数日後レイはかねだの組織に臓器密売用の人体を斡旋する病院の院長を始末するが、課長から状況が変わり情婦の警護の打ち切りと共に自宅待機が告げられる。警護解除を告げられた情婦は部屋を出て行くが、初めて友情という感情が芽生えたレイは彼女を追って海へと向かう。

#### キャスト
レイ
演 - 白鳥智恵子
殺人マシンとして育てられ、0課課長から命じられた任務をこなす日々を送る。冷静だがほぼ無感情な性格で自分にも他人にも無関心で、「私は司令に従うだけ」が口癖。自宅の金魚鉢で数匹の金魚と、大きな水槽で一匹のアロワナらしき魚を飼っている。牛乳好きだが料理は苦手で冷蔵庫には牛乳以外何も入れていない。警護のため一時的に居候相手となった情婦のことはまだ信用しきれない所があるため、寝る時だけ彼女の手とベッドに手錠をかけている。
0課課長
演 - 隆大介
レイの上司。ここ数年の身元不明の殺人事件や失踪事件の多くに関与しているとされる臓器密売組織を壊滅させるようレイに司令を出す。その後さたけが組織と関わっていることがわかり、上役からの指示で情婦の警護が終わったことをレイに告げる。
情婦
演 - 松田いちほ
かねだの情婦でレイが護衛する若い女。正義に目覚めてかねだの組織の内情を警察に密告するが、確証が取れるまで警察の警護対象となる。元々の性格か生活を制限されたいら立ちによるものかは不明だが、気が強く短気で常に上から目線でレイに口汚い言葉や挑発的な態度で接する。本人によると「男に自分の体を使って生きてきた」とのこと。性格に反して意外にも料理上手。ワイン好き。
かねだまさし
演 - 野上正義
臓器密売シンジケートの会長。年は50代半ばぐらい。事業家だが作中では、やや教祖的な存在として描かれている。“笑う”ということに独自の考えを持ちその考えを部下に説いたり、日課なのか部下たちと共に大声で笑う行為をするなどしている。作中では臓器密売により私腹を肥やしてきた人物で職員から崇められ畏怖の念を抱かれている。実は、バイセクシャルで女装癖がある。
なつめ
演 - 宮崎光倫
かねだの組織のNo.2的存在。作中で28歳の誕生日を迎える。13歳の頃から組織で過ごしており、情婦からは「子供の頃からかねだの指示に従ってきたから1人では何もできない」と評されている。怖がりな性格だが時に暴力的な行動を取ることがある。情婦に好意を寄せている。爪を噛む癖がある。
たなべ
かねだの部下。メガネをかけている。かねだから部下の中で特に優秀と認めれており、彼の教えを忠実に守り笑うという行為を重視している。会長と同じくゲイだが、彼から気に入られているなつめに嫉妬している。
さたけしんご
演 - 奥野匡
厚生大臣で、かねだから“先生”と呼ばれ「生きることを必要とされる人」と評されている。娘が心臓移植を必要としており、かねだにレシピエントのことで相談する。「時には必要悪に目をつむることも必要」という考えを持つ。
医師
演 - 下元史郎
病院の院長。受け入れ先のない患者を善意で受け入れている。しかし実際は患者に過剰な薬物投与や闇手術をした上でかなだの組織に渡している悪徳医師。
一般の刑事
演 -
情婦の警護を担当。かねだから逃れてホテルで過ごす情婦から暇つぶしに色々と指示されている。その後情婦の警護を任されたレイと3人で過ごしていた所、警官のフリをしたかねだ側の男に射殺される。
監察医・やまぐち
演 - 宮脇康之
警察に運び込まれる遺体だけに飽き足らず、本作の組織に消された人の死体処理を任されている。冒頭で仲間と共に嬉々として死体解体をしていた所、課長から司令を受けたレイに始末される。
サーフィンの女
演 - 八木沼真由子
趣味でサーフィンをしており、海辺で休憩していた時に情婦と出会う。サーフィンについて尋ねてきた情婦と会話する。
その他
演 - 長島慶造、古河聡、梛野素子、舘昌美

#### スタッフ
- 監督・編集 - 高原秀和
- 製作 - 横内正昭、椙本英雄、菊池笛人
- プロデューサー - 山﨑伸介、榎本靖、酒井俊治、北條知子
- 原作 - 篠原とおる(リイド社刊)
- 脚本 - 高原秀和、高橋美幸、金田敬
- 音楽 - 野島健太郎
- 撮影 - 富田伸二
- 照明 - 櫻井雅章
- 美術 - 細石照美
- 録音 - 中山隆匡
- VE - 佐藤喜彦
- 助監督 - 西保典
- 技斗 - 阿部光男
- 発砲 - ブロンコ（ビル横山）、斉藤四郎、会田文彦

### Zero WOMAN 最後の指令
『Zero WOMAN 最後の指令』(ぜろうーまんさいごのしれい)は、1998年5月に制作された日本のオリジナルビデオ映画。ジャンルはエロティック・アクション。監督は、祭主恭嗣。主演は、小野砂織。本作では、観葉植物のシルクジャスミンが印象的に扱われ、植物そのものや主人公たちのセリフとして特徴などが何度か取り上げられている。

#### ストーリー
警視庁では内部の人間による麻薬や銃器を横流しする汚職事件が密かに起きていたが、証拠が見つからず上層部も手をこまねいていた。警視庁0課の女刑事・レイは次の任務までフリーターとして花屋でバイトをすると、観葉植物の配達を頼んできた貿易会社の社長・かやまと出会う。後日レイは0課課長から汚職事件の関係者として写真を見せられるが写っていたのは偶然にもかやまで、彼女は彼の素行調査の指令を受ける。レイは“バイトをクビになった”と言ってかやまの会社の社員として採用され、度胸の良さを気に入られて彼の仕事の付き添いを任されるようになる。行動を共にする内にレイはかやまの人柄に惹かれて好意を寄せ始めるが、数日後彼が汚職事件に関わっていたことが判明し課長から彼を始末するよう指令が下る。

#### キャスト
レイ
演 - 小野砂織
0課の女刑事。ただし任務がない時は表向きフリーターとして偽名を使って様々な店でバイトしている。暗殺などの仕事をしているため肝は座っており身のこなしは良いが、自分で考えた偽名を忘れるなど少々うっかりミスをすることがある。かやまと似たような境遇であると知り彼に惹かれ始める。
0課課長（むとう）
演 - 隆大介
レイの上司。レイには「撃たれる前に撃て」と教育してきた。かやまの素行調査と警視庁横流し事件の流出ルートの割出しの任務をレイに命じる。その後レイが必要以上にかやまと親しくなったと関係を怪しむようになる。レイとの待ち合わせ場所は、オートレース場らしき施設の客席をいつも使っている。
かやまひでお
演 - 小木茂光
小さな貿易会社“オフィスK”の社長。表向き欧州からの輸入雑貨を国内で販売しているが、裏社会とも通じている人物。観葉植物のシルクジャスミンが好きで、納品のため会社に来た花屋でバイト中のレイと偶然知り合う。拳銃による射撃が得意だが、バッティングセンターのバッティングは下手。これまで警察官僚や政治家たちの道具として利用されてきたことに不満を持っている。
かわかみ
演 - 江口尚
かやまの会社の秘書で彼の愛人。かやまからの指示でレイの素性を調べ、彼女が裏の仕事に向いているかどうか疑う。数日後レイへの嫉妬心からチュンの手下と繋がりを持ち、彼女の行動について情報交換する。
ミスター・チュン
演 - 南部虎弾
かやまの取引相手で、数人の部下を抱えるボス。中国系外国人らしく、部下の日本語通訳を交えてかやまたちとやり取りしている。かやまから取引を任されてやって来たレイを気に入り好意を寄せ始める。
左目に眼帯をしている男とスキンヘッドの男
演 -
チュンの手下。チュンが殺された時たまたま2人だけ諸用で仲間とは別の場所にいたため生き残る。レイとかやまに殺された仲間の恨みを晴らすため、2人の命を狙い始める。
警視庁の刑事
先輩刑事（演 - 吉満涼太〈現：吉満寛人〉）、後輩刑事（演 - 真勝國之）
冒頭で警視庁が過去に犯罪者から押収した麻薬を外部に金で裏取引しようとする。待っている間に後輩が“0課が動き出した”との噂を話すが先輩刑事が0課の存在を否定する。しかしその直後に現れたレイを銃で撃とうとして逆に2人とも殺される。
レストランの店長
演 - 鄭義信
冒頭でレイが働くバイト先の店長。レイが夜勤を無断欠勤してしまったことを翌日自身と会った時に注意する。レイの履歴書に書かれた連絡先や経歴が嘘だらけだったことが判明し呆れる。
作業員
演 - 朱源実
田所製作所の作業員、もしくは経営者。普段は金属加工の作業をしている。詳しくは不明だが裏の顔を持ち、レイは初対面のつもりだが自身は彼女のことを以前からよく知っているとのこと。ある時かやまの指示を受けてレイが物の受け取りに作業所に訪れる。
その他
演 - 稲宮誠、吉田淳、マック後藤、野上彰

#### スタッフ
- 監督 - 祭主恭嗣
- 脚本 - 金子弦二郎
- 原作 - 篠原とおる(リイド社刊)
- 製作 - 横内正昭、椙本英雄、菊池笛人
- 撮影 - 小川洋一
- プロデューサー - 山口恵子、酒井俊治
- 音楽 - 中川孝、高橋輝貴
- 照明 - 須永裕之
- 美術 - 細石照美
- 録音 - 西岡正己
- VE - 佐藤孝夫
- スクリプター - 樽角みほり
- 編集 - 小北幸弘
- 助監督 - 近藤俊明
- 技斗 - 稲宮誠

### 新Zero WOMAN 0課の女再び…
『新Zero WOMAN 0課の女再び…』(しんぜろうーまんぜろかのおんなふたたび)は、2004年9月に制作された日本のオリジナルビデオ映画。ジャンルはエロティック・アクション。監督は、鎌倉泰川。主演は、遠野舞子。本作は、Zero WOMANシリーズの中でヌードシーンのない唯一の作品である。また、シリーズの中でも特にレイのアクション性が高い作品となっている。

#### 解説
- 殺人ウイルス

作中のウイルスで、最新のバイオ技術で開発され感染すると3日以内に90％以上の確率で死に至る。食物感染や直接感染により感染するが空気感染はしないとのことだが、まだ研究段階のため有効なワクチンがない状態。
- 十月の剣(じゅうがつのつるぎ)

作中のテロ組織の名称。活動拠点が日本ということ以外不明で資金源も公安が把握できていないなど謎が多い。基本理念は、「腐敗したこの国をリセットして新しい社会を創る」。日本の9割の人間を殺人ウイルスにより亡き者にし、残った国民を支配して新しい日本を牛耳ろうとしている。

#### ストーリー
警視庁0課の女刑事レイは、連続拉致事件の捜査に当たっていたところ課長からテロ集団により生物化学研究所が襲われたことを告げられる。そのテロ集団・十月の剣は、研究所から国家機密であるデータと共に殺人ウイルスが盗み出し、研究の第一人者も拉致したのだった。レイは課長から公安の女性捜査員・サラと組んでこのバイオテロ事件を解決するよう命じられるが、その後の捜査で十月の剣が連続拉致事件にも絡んでいたことが判明。その後十月の剣が「東京に殺人ウイルスを散布する」という警察への犯行予告を送った後、レイは奴らのアジトを探し当てる。レイは一緒に来たサラを帰らせて1人でアジトに侵入するが、その後引き返してきたサラもアジトに侵入してしまい…。

#### キャスト
レイ
演 - 遠野舞子
本人によると自分の姓や家族構成なども知らず、0課の個人情報データベースにもレイの住所・家族構成などの個人情報は非公表となっている。詳しい事情は不明だが過去の記憶を失っており、時々「記憶を戻したいなら俺の所へ来い」という男の夢を見ている。銃を扱いに長けているだけでなく、徒手による攻撃も得意。中指にはめた指輪を大事にしている。冒頭で以前から若い男女を狙った連続拉致事件の捜査に当たっていたが、その後バイオテロ事件が起きたためしんじょうの指示でテロ事件の捜査を始める。
0課課長（しんじょう）
演 - 諏訪太朗
他のZero WOMANシリーズ作品の0課課長とは違い、気さくな人柄や話し方をしている。レイが殺した犯罪者の事後処理や上役への対応などに当たっている。少々詰めが甘いサラとのコンビ活動に消極的なレイに頭を悩ませてている。ちなみにレイと会う場所は、港そばの小さなプレハブ小屋。その後テロ組織が警察に犯行予告を送ってきたことや、食物感染系のウイルスを使うことに何か意図があると推測し始める。
こだまサラ
演 - 山中めぐみ
公安の捜査員。しんじょうの指示でレイと組んで、バイオテロ集団から殺人ウイルスを取り戻す役目を任される。得意分野は、分子生物学とパソコン操作。公安の職員にしては詰めの甘さや少々抜けている所があり、レイからは「正義感が強くて真面目だが、人を信頼しすぎる」と評されている。ジッポーらしきライターを携帯しており、開閉するのが癖。しんじょうからレイとコンビを組むよう言われるが彼女の行動に振り回される。
浅見信司
0課の前課長。レイが0課で働き始めた当初の教育係だが現在は行方不明。レイを0課の最強の刑事に育て上げたが彼女からすると「私は浅見に作られたのではなく、彼に人格や過去を壊された」と認識している。詳細は不明だがレイの過去の記憶を消した人物。
役名不明
演 - 西川弘志
レイの友人。レイが気兼ねなく話せる数少ない人物。関西弁を話し、陽気で喋り好きな性格で冗談を言ってレイを笑顔にすることもある。いつもカウボーイのような格好をしている。レイから頼まれて連続拉致事件の捜査に協力し調査に乗り出す。
バーテンダー
演 - 石丸謙二郎（特別出演）
レイの行きつけのバーで働く。物静かな性格でいつも無表情、無感情で抑揚のないボソボソした話し方をしている。
リーダー
演 - 小沢和義
十月の剣のリーダー。研究チームに作らせた殺人ウイルスで多くの国民を亡き者にし、残った人たちを支配してこの国を牛耳ることを目論む。
役名不明
演 - 神威杏次
十月の剣のメンバー。銀色に染めた髪の毛、ミラーグラス(サングラスの一種)を身に着け、いつも大型バイクで行動している。恵まれた長身の体格で腕っぷしが強く、重いパンチが武器。
長岡
演 - 黒川琉壱
十月の剣のメンバー。リーダーから受けた指示を他の研究員たちなどに伝える。殺人ウイルスを改良して感染力を強め、1日で致死率100％にするよう指示される。
研究員
演 - 丹羽努
十月の剣のアジトで殺人ウイルスの培養を任された研究員。十月の剣のアジトに侵入してきたサラに「」

#### スタッフ
- 監督 - 鎌倉泰川
- 脚本 - 阿部敏、平井太郎
- 原作 - 篠原とおる(リイド社刊)